# (11127) Hagi
(11127) Hagi (1996 UH1) – planetoida z pasa głównego asteroid okrążająca Słońce w ciągu 3 lat i 120 dni w średniej odległości 2,23 j.a. Została odkryta 20 października 1996 roku.